# Zwerg-Heideschnecke
Die Zwerg-Heideschnecke (Xerocrassa geyeri) ist eine Schneckenart aus der Familie der Geomitridae in der Ordnung der Lungenschnecken (Pulmonata). 

## Merkmale
Die kugelförmigen, leicht gedrückten Gehäuse sind 3,5 bis 5 mm hoch und 5 bis 8 mm breit. Der Protoconch hat etwa 1 mm Durchmesser. Sie haben bis 4 bis 4,5 Umgänge, die an der Peripherie gerundet sind. Die Nähte sind mäßig tief bis flach. Die letzte Windung senkt sich zur Mündung hin nicht oder kaum merklich ab. Die Mündung ist gerundet mit scharfen Rändern. Nur selten ist innen eine schwache Lippe ausgebildet. Der Nabel ist eng (NW/B = 0,14) und durch den letzten Umgang nicht wesentlich erweitert.
Das Gehäuse hat eine weißliche Schale. Die Oberfläche ist sehr grob und unregelmäßig fein gerippt. Die Zeichnung besteht aus meist schwachen, dunkelbraunen Bändern, die häufig unterbrochen und in ein spirales Fleckenmuster aufgelöst sind. Die Bänder oder Fleckenreihen können auch fehlen. Auf den ersten Windungen sind auch oberhalb der Peripherie häufig Flecken ausgebildet. Die Gehäuse der Jungtiere sind fein und kurz behaart.
Im weiblichen Genitaltrakt ist das Atrium bis zum Ansatz der Pfeilsäcke deutlicher länger als breit. Die zwei Pfeilsäcke sind klein, nur rudimentär ausgebildet und enthalten keine Liebespfeile. Die Glandulae mucosae sind wenig verästelt. Im männlichen Teil des Genitaltraktes ist der Penis recht kurz, der Epiphallus ist etwa dreimal so lang. Auch das Flagellum ist sehr lang und erreicht etwa die Länge des Epiphallus. Der Penisretraktormuskel setzt im unteren Teil des Epiphallus an, nahe am Übergang zum Penis. Die Spermathek ist rundlich mit einem langen Stiel. Der Penis ist vom rechten Cerebralganglion innerviert.

### Ähnliche Arten
Das Gehäuse der Zwerg-Heideschnecke ist dem Gehäuse der Gestreiften Heideschnecke (Helicopsis striata) sehr ähnlich. Eine sichere Unterscheidung ist nur durch eine anatomische Untersuchung des Genitalapparates möglich. Der Protoconch ist bei der Gestreiften Heideschnecke etwas größer (1,5 mm zu 1 mm), der Nabel ist etwas weiter (0,21 zu 0,15). Außerdem sind die Rippen etwas regelmäßiger. Im Genitalapparat sind bei der Zwerg-Heideschnecke nur zwei kleine, rudimentäre Pfeilsäcke vorhanden, die zudem keine Pfeile enthalten. Bei der Gestreiften Heideschnecke sind vier gut ausgebildete Pfeilsäcke vorhanden, von denen die jeweils äußeren Pfeilsäcke auch Liebespfeile enthalten.
Die Quendelschnecke (Candidula unifasciata) besitzt ebenfalls ein ähnliches Gehäuse mit ähnlicher Zeichnung. Es ist im Durchschnitt etwas mehr kegelförmig. Die Gefleckte Heideschnecke (Candidula intersecta) weist dagegen ein etwas mehr gedrücktes Gehäuse auf.

## Geographische Verbreitung und Lebensraum
Das Verbreitungsgebiet der Art erstreckt sich von Spanien bis nach Zentraleuropa. Ein isoliertes Vorkommen ist von der Insel Gotland beschrieben. In England kam die Art nach dem Ende der letzten Eiszeit vor, ist dort aber schon früh ausgestorben (Welter Schultes). Die Vorkommen der Art sind jedoch sehr zerstreut und nicht zusammenhängend. Außerdem sind viele Nachweise zu überprüfen, da es häufig zu Verwechslungen mit der Gestreiften Heideschnecke (Helicopsis striata) kam. So sind alle Nachweise aus Österreich zu streichen, da sämtliche Belegexemplare zu Helicopsis striata zu stellen sind. Im Französischen Zentralmassif (Causses Larzac und Bland) kommt die Zwerg-Heideschnecke auf 500 bis 800 Meter über dem Meeresspiegel vor. Am Mont Ventoux bis 1900 m.
Die Zwerg-Heideschnecke kommt nur auf Kalktrockenrasen mit kurzem Bewuchs oder auch auf Kalkfelsen oder Kalkgeröll vor. In der Regel lebt sie nur in natürlichen oder sehr wenig gestörten Habitaten.

## Lebensweise
Die Zwerg-Heideschnecke ist zwar ein Zwitter, kann sich aber nur durch Fremdbefruchtung fortpflanzen; Selbstbefruchtung ist nicht möglich.

## Taxonomie
Das Taxon wurde 1926 von Lajos Soós als Xerophila geyeri aufgestellt. Sie wird heute allgemein zur Gattung Xerocrassa Monterosato, 1892 gestellt. In älteren Arbeiten ist sie in der Kombination Trochoidea geyeri zu finden.

## Gefährdung
Die Art ist nach der Roten Liste in Deutschland vom Aussterben bedroht. In der Schweiz ist sie gefährdet (Welter Schultes). Die IUCN hält die Datenlage für ungenügend, um zu einer Bewertung der Gefährdung zu kommen.

## Belege

### Online
- Xerocrassa geyeri (Soós, 1926) auf AnimalBase